# Olympische Sommerspiele 1968/Segeln
Bei den XIX. Olympischen Sommerspielen 1968 in Mexiko-Stadt fanden fünf Wettkämpfe im Segeln statt. Austragungsort war Acapulco.

## Bilanz

### Medaillenspiegel
| Platz  | Land               | Goldmedaille – Olympiasieger | Silbermedaille – 2. Platz | Bronzemedaille – 3. Platz | Medaillen – Gesamt |
| ------ | ------------------ | ---------------------------- | ------------------------- | ------------------------- | ------------------ |
| 1      | Vereinigte Staaten | 2                            | –                         | –                         | 2                  |
| 2      | Großbritannien     | 1                            | –                         | 1                         | 2                  |
| 3      | Schweden           | 1                            | –                         | –                         | 2                  |
| 3      | Sowjetunion        | 1                            | –                         | –                         | 3                  |
| 5      | Dänemark           | –                            | 1                         | –                         | 1                  |
| 5      | BR Deutschland     | –                            | 1                         | –                         | 1                  |
| 5      | Norwegen           | –                            | 1                         | –                         | 1                  |
| 5      | Österreich         | –                            | 1                         | –                         | 1                  |
| 5      | Schweiz            | –                            | 1                         | –                         | 1                  |
| 10     | Italien            | –                            | –                         | 2                         | 2                  |
| 11     | Brasilien          | –                            | –                         | 1                         | 1                  |
| 11     | DDR                | –                            | –                         | 1                         | 1                  |
| Gesamt | Gesamt             | 5                            | 5                         | 5                         | 15                 |

### Medaillengewinner
| Disziplin       | Gold                                                               | Silber                                                       | Bronze                                                   |
| --------------- | ------------------------------------------------------------------ | ------------------------------------------------------------ | -------------------------------------------------------- |
| Finn-Dinghy     | Walentin Mankin                                                    | Hubert Raudaschl                                             | Fabio Albarelli                                          |
| Flying Dutchman | Großbritannien Iain MacDonald-Smith Rodney Pattison                | BR Deutschland Ullrich Libor Peter Naumann                   | Brasilien Reinaldo Conrad Burkhard Cordes                |
| Star            | Vereinigte Staaten Lowell North Peter Barrett                      | Norwegen Peder Lunde jr. Per Olav Wiken                      | Italien Franco Cavallo Camillo Gargano                   |
| Drachen         | Vereinigte Staaten George Friedrichs Barton Jahncke Gerald Schreck | Dänemark Aage Birch Paul Lindemark Jørgensen Niels Markussen | DDR Paul Borowski Konrad Weichert Karl-Heinz Thun        |
| 5,5-m-R-Klasse  | Schweden Jörgen Sundelin Peter Sundelin Ulf Sundelin               | Schweiz Bernard Dunand Louis Noverraz Marcel Stern           | Großbritannien Robin Aisher Paul Anderson Adrian Jardine |

## Ergebnisse

### Finn-Dinghy
| Platz | Land | Athlet              | Punkte |
| ----- | ---- | ------------------- | ------ |
| 1     | URS  | Walentin Mankin     | 11,7   |
| 2     | AUT  | Hubert Raudaschl    | 53,4   |
| 3     | ITA  | Fabio Albarelli     | 55,1   |
| 4     | AUS  | Ronald Jenyns       | 67,0   |
| 5     | GRE  | Panagiotis Kouligas | 71,0   |
| 6     | FIN  | Jan Winquist        | 72,0   |
| 7     | SWE  | Arne Akerson        | 77,0   |
| 8     | FRA  | Philippe Soria      | 80,0   |

### Star
| Platz | Land | Athleten                         | Punkte |
| ----- | ---- | -------------------------------- | ------ |
| 1     | USA  | Lowell North Peter Barrett       | 14,4   |
| 2     | NOR  | Peder Lunde jr. Per Olav Wiken   | 43,7   |
| 3     | ITA  | Franco Cavallo Camillo Gargano   | 44,7   |
| 4     | DIN  | Paul Elvstrøm Poul Mik-Meyer     | 50,4   |
| 5     | BAH  | Durward Knowles Percival Knowles | 63,4   |
| 6     | AUS  | David Forbes Richard Williamson  | 68,7   |
| 7     | BRA  | Erik Schmidt Axel Schmidt        | 74,4   |
| 8     | SUI  | Edwin Bernet Rolf Amrein         | 75,0   |

### Flying Dutchman
| Platz | Land | Athleten                             | Punkte |
| ----- | ---- | ------------------------------------ | ------ |
| 1     | GBR  | Iain MacDonald-Smith Rodney Pattison | 3,0    |
| 2     | FRG  | Ullrich Libor Peter Naumann          | 43,7   |
| 3     | BRA  | Reinaldo Conrad Burkhard Cordes      | 48,4   |
| 4     | AUS  | Carl Ryves James Sargeant            | 49,1   |
| 5     | NOR  | Bjørn Lofterød Odd Roar Lofterød     | 52,4   |
| 6     | FRA  | Bertrand Cheret Bruno Trouble        | 68,0   |
| 7     | CAN  | Roger Green Stewart Green            | 79,0   |
| 8     | NZL  | Geoffrey Smale Ralph Roberts         | 84,0   |

### Drachen
| Platz | Land | Athleten                                            | Punkte |
| ----- | ---- | --------------------------------------------------- | ------ |
| 1     | USA  | George Friedrichs Barton Jahncke Gerald Schreck     | 6,0    |
| 2     | DIN  | Aage Birch Paul Lindemark Jørgensen Niels Markussen | 26,4   |
| 3     | GDR  | Paul Borowski Karl-Heinz Thun Konrad Weichert       | 32,7   |
| 4     | CAN  | Steve Tupper David Miller Tim Irwin                 | 64,1   |
| 5     | AUS  | John Cuneo Thomas Anderson John Ferguson            | 65,0   |
| 6     | SUI  | Gunnar Broberg Lennart Eisner Sven Hanson           | 71,4   |
| 7     | FRG  | Klaus E. Oldendorff Peter Stülcken Axel May         | 74,0   |
| 8     | FRA  | Michel Briand Michel Alexandre Pierre Blanchard     | 81,4   |

### 5,5-m-R-Klasse
| Platz | Land | Athleten                                                  | Punkte |
| ----- | ---- | --------------------------------------------------------- | ------ |
| 1     | SWE  | Jörgen Sundelin Peter Sundelin Ulf Sundelin               | 8,0    |
| 2     | SUI  | Bernard Dunand Louis Noverraz Marcel Stern                | 32,0   |
| 3     | GBR  | Robin Aisher Paul Anderson Adrian Jardine                 | 39,8   |
| 4     | FRG  | Rudolf Harmstorf Karl-August Stolze Harald Stein          | 47,4   |
| 5     | ITA  | Giuseppe Zucchinetti Antonio Carattino Domenico Carattino | 51,1   |
| 6     | CAN  | Stanley Leibel Ernest Weiss Jack Hasen                    | 68,0   |
| 7     | AUS  | William Solomons James Hardy Gilbert Kaufman              | 69,4   |
| 8     | USA  | Gardner Cox Stephen Colgate Stuart Walker                 | 74,7   |